# Romy Kermer
Romy Kermer, verh. Oesterreich (* 28. Juni 1956 in Karl-Marx-Stadt) ist eine ehemalige deutsche Eiskunstläuferin, die im Paarlauf für die DDR startete, und Eiskunstlauftrainerin.
Sie begann mit dem Eiskunstlaufen in Karl-Marx-Stadt. Dort begann sie auch mit dem Paarlauf bei Trainerin Irene Salzmann. Ihr Partner war Tassilo Thierbach. 1972 ging Kermer nach Berlin und trainierte dort beim SC Dynamo Berlin bei Heidemarie Steiner-Walther. Sie startete aber noch 1973 für den SC Karl-Marx-Stadt und wechselte offiziell erst in diesem Jahr zum SC Dynamo Berlin. Ihr Eiskunstlaufpartner in Berlin war Rolf Oesterreich.
An der Seite von Rolf Oesterreich wurde sie 1973 in Abwesenheit von Manuela Groß und Uwe Kagelmann auf Anhieb DDR-Meister. Bei ihrem Europameisterschaftsdebüt in Köln belegten Kermer und Oesterreich den sechsten Platz und bei ihrem Weltmeisterschaftsdebüt in Bratislava den fünften Platz. 1974 gewannen sie ihre ersten internationalen Medaillen. In Zagreb wurden sie Vize-Europameister hinter Irina Rodnina und Alexander Saizew und schlugen dabei überraschend Ljudmila Smirnowa und Alexei Ulanow aus der Sowjetunion sowie die amtierenden DDR-Meister Groß und Kagelmann. Bei der Weltmeisterschaft in München mussten sie sich zwar Smirnowa und Ulanow geschlagen geben, blieben aber wiederum vor ihren Landsleuten und gewannen somit die Bronzemedaille. 1975 wurden Romy Kermer und Rolf Oesterreich zum ersten Mal DDR-Meister in Anwesenheit von Groß und Kagelmann. Sie verteidigten den Titel ein Jahr später. Bei der Europameisterschaft 1975 in Kopenhagen wie auch bei der Weltmeisterschaft 1975 in Colorado Springs gewannen sie die Silbermedaille hinter Rodnina und Saizew. Silber war auch die Farbe für Kermer und Oesterreich im letzten Jahr ihrer Karriere, 1976. Sowohl bei der Europameisterschaft in Genf wie auch bei den Olympischen Spielen in Innsbruck und der Weltmeisterschaft in Göteborg mussten sie sich lediglich dem überragenden Paar Rodnina/Saizew aus der Sowjetunion geschlagen geben.

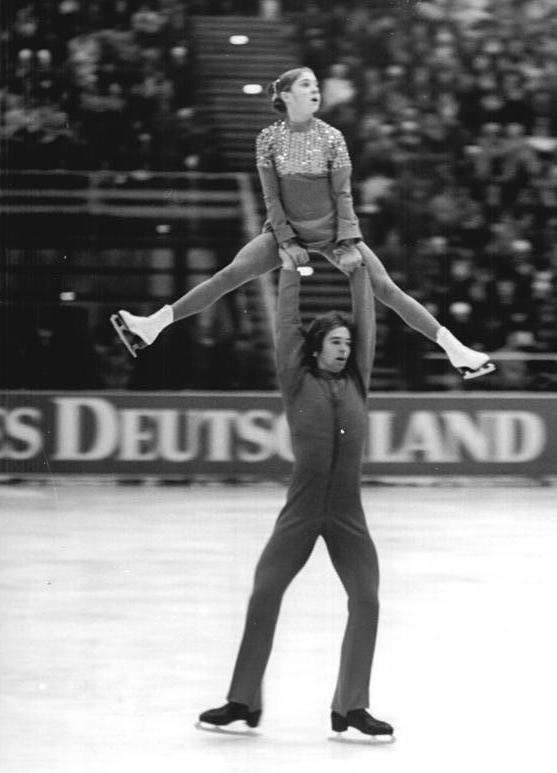
Kermer und Oesterreich, 1972

Romy Kermer und Rolf Oesterreich heirateten nach ihrer aktiven Eiskunstlaufzeit. Kermer wurde Trainerin beim SC Berlin. Zurzeit trainiert sie in Berlin die Bundeskadermitglieder Paul Fentz, Minerva-Fabienne Hase und Nolan Seegert und eine Gruppe junger Eiskunstläufer, zu denen auch Jegor Esslinger, William Trautwein und Maëlle Oberländer gehören.

## Ergebnisse

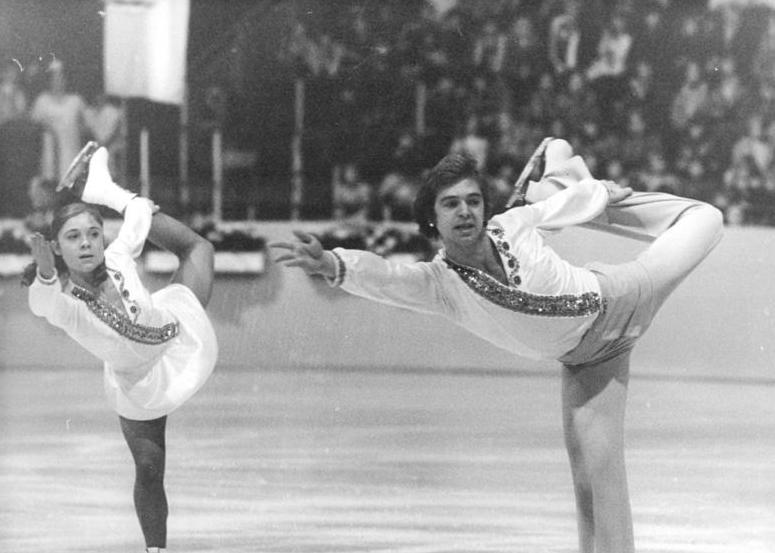
Kermer und Oesterreich bei den DDR-Meisterschaften 1975

Paarlauf mit Rolf Oesterreich
| Wettbewerb / Jahr       | 1973 | 1974 | 1975 | 1976 |
| ----------------------- | ---- | ---- | ---- | ---- |
| Olympische Winterspiele |      |      |      | 2.   |
| Weltmeisterschaften     | 5.   | 3.   | 2.   | 2.   |
| Europameisterschaften   | 6.   | 2.   | 2.   | 2.   |
| DDR-Meisterschaften     | 1.   | 2.   | 1.   | 1.   |